# Caravasar de Oremburgo
El Caravasar de Oremburgo (en idioma baskir: Каруанһарай) es  un complejo histórico y arquitectónico de Oremburgo, con una mezquita, monumentos culturales del pueblo Baskir. El edificio está situado en la Park Avenue n.º 6, Oremburgo.
Fue construido en 1837-1846 años sobre la base de donaciones voluntarias con el principal propósito de alojar la oficina del comandante del ejército Baskir-mesheriak y los hoteles para los baskires que llegaron a Oremburgo «los que vienen a Oremburgo solos y al servicio de los Baskires y Misharis no tienen ningún refugio en la ciudad», y un taller y una escuela para los baskires. El complejo histórico y arquitectónico está formado por la Casa del Pueblo de Baskir y una mezquita. El diseño original del arquitecto Aleksandr Briulov fue realizado como una estilización del pueblo tradicional de los baskires: el elemento central dominante del conjunto fue una mezquita octogonal reproducida de la yurta tradicional. El edificio albergó el Colegio Pedagógico Oremburgo Bashkir (1920-1924).

## Construcción

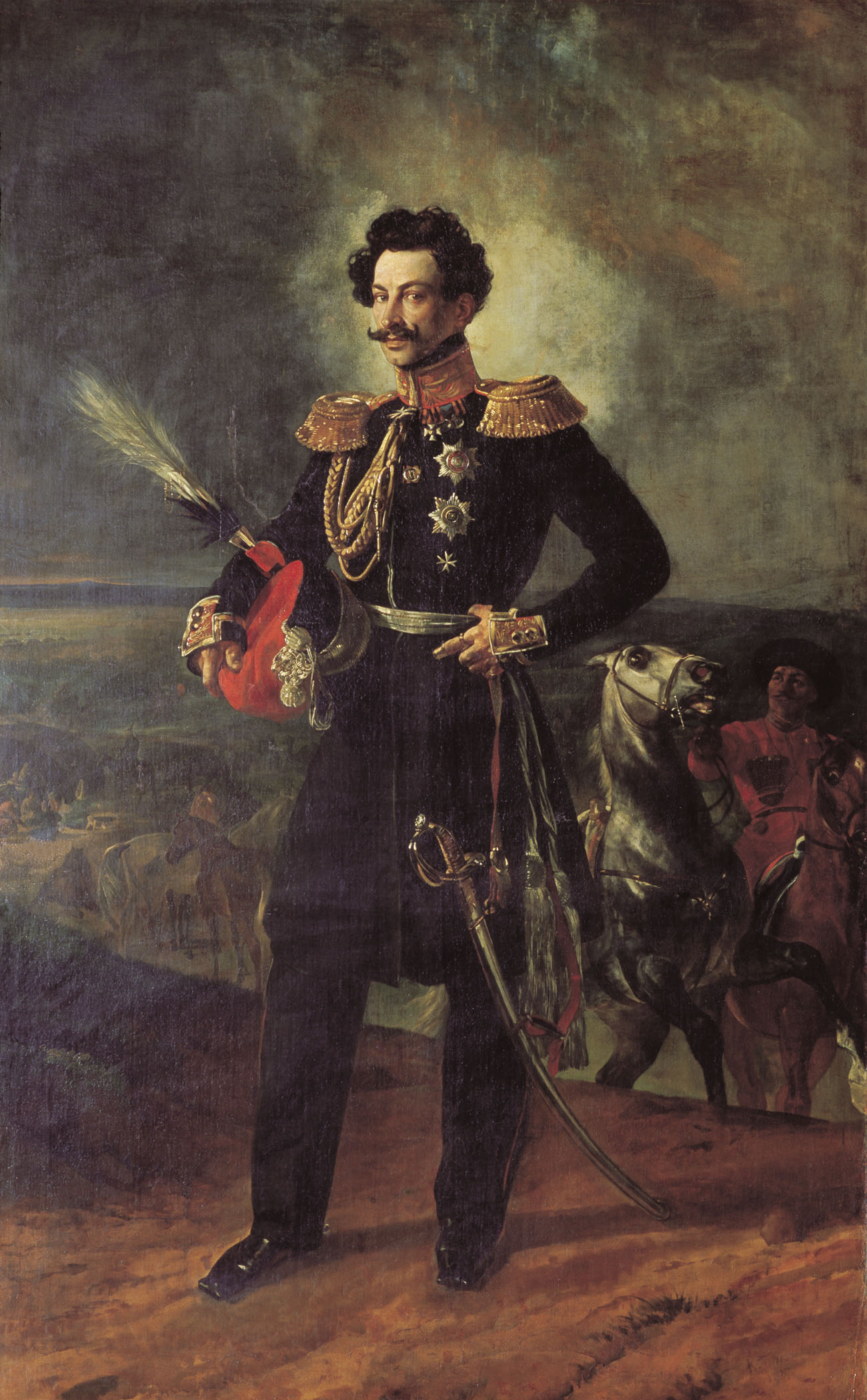
Vasili Alekséyevich Perovski, en 1833-1842, gobernador militar de Oremburgo.

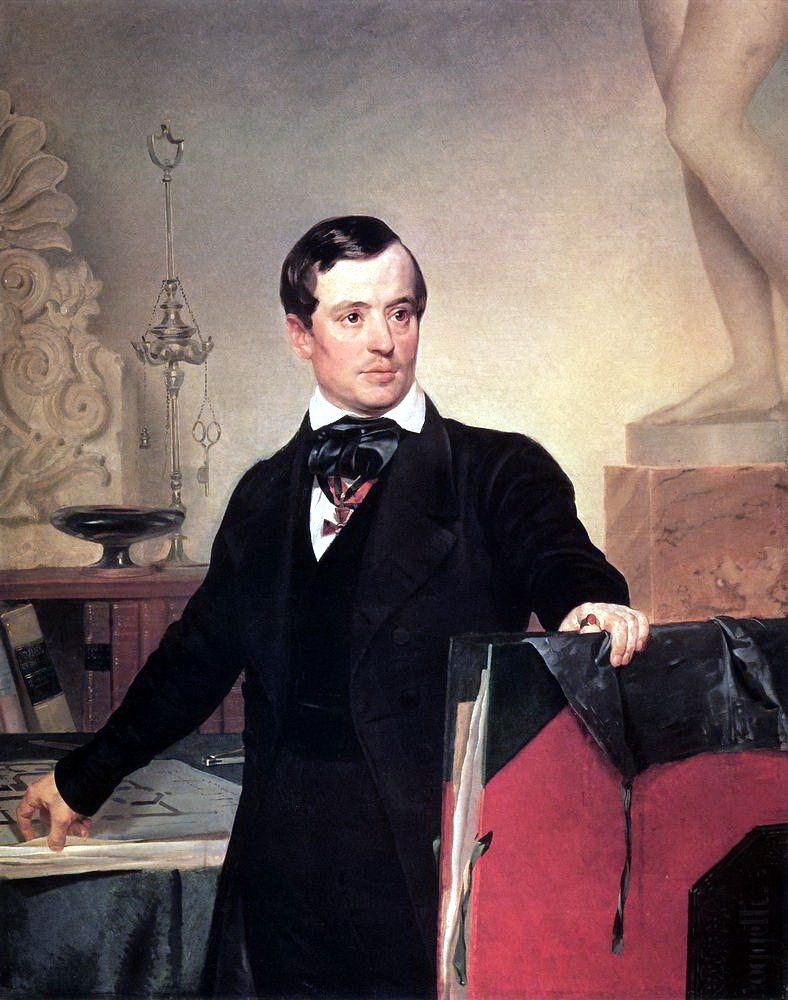
El arquitecto Aleksandr Briulov.

En la primera mitad del siglo XIX, el mando del Cuerpo Separado de Orenmburgo, que incluía al ejército Baskir-Meshcheriak, el ejército cosaco de Oremburgo, el ejército Stávropol Kalmik y el ejército cosaco de los Urales. Como resultado, los jefes de los cantones y otros funcionarios a menudo venían a Oremburgo por asuntos oficiales. Además, un pequeño contingente de tropas irregulares llegaba anualmente a la ciudad. Sin embargo, desde 1822, sus residentes estaban exentos del servicio regular, lo que hacía casi imposible proporcionar a los visitantes alojamiento relevante. Para resolver parte de este problema, el gobernador militar de Oremburgo, Vasili Alekséyevich Perovski decidió construir un lugar especial. En su discurso a los jefes de los cantones de Baskir y Meshcheriak el 20 de abril de 1836, señaló que «los que vienen a Oremburgo solos y al servicio de los Baskires y Misharis no tienen ningún refugio en la ciudad» y los alentó a hacer donaciones para la construcción de una «posada o caravasar».
Oremburgo en la primera mitad del siglo XIX era un gran centro comercial asiático-ruso, por lo que era importante que el complejo de edificios propuestos para la construcción no causara ninguna asociación negativa entre los visitantes, sino que tuviera lo habitual para su percepción en contornos externos familiares. Esto predeterminó los requisitos para la construcción. Los diseñadores tuvieron que diseñar .«... una casa para la oficina militar del ejército de Baskir, una mezquita con un minarete, una sala para oficiales de Baskir y rangos inferiores que vienen a Oremburgo y además talleres. Todos estos edificios de piedra, y su propósito nos hace desear que la arquitectura exterior sea lo más cercana posible al gusto asiático».
Originalmente se pretendía colocar el complejo en la fortaleza. Al mismo tiempo, los cuarteles para los Baskirs y Meshcheriaks que llegaban deberían haber alojado hasta 20 funcionarios, con dos o más personas en cada habitación, y para los rangos inferiores se deberían haber organizado una o dos salas grandes, con capacidad hasta 100 personas. En estas instalaciones debería haber una cocina común.
En el otoño de 1836, la preparación de los proyectos fue encomendada a dos arquitectos: M.P. Korinfski y A.P. Briulov. De los proyectos propuestos, el proyecto de M.P. Korinfski fue rechazado, ya que, según el gobernador, la apariencia del complejo propuesto por el arquitecto no coincidía con su propósito. El proyecto de A.P. Briulov fue aprobado el 19 de enero de 1837.
Con la participación activa de los baskires, se recogieron activos fijos y se construyó el complejo. La fabricación de materiales de construcción, su transporte y todos los demás trabajos también fueron realizados por los baskires. En ciertos períodos, más de mil personas con caballos participaron en el trabajo. En la revista  Rúskaya stariná de 1896 se dice que todos los edificios fueron construidos por baskires designados por regimientos y cantones: «Las maderas necesarias para los edificios fueron transportadas en balsa desde Bashkiria a lo largo del río Sakmara por los baskires. La piedra y la cal también fueron producidas por ellos a 20 verstas de Oremburgo en la colina Grebenskaya» .

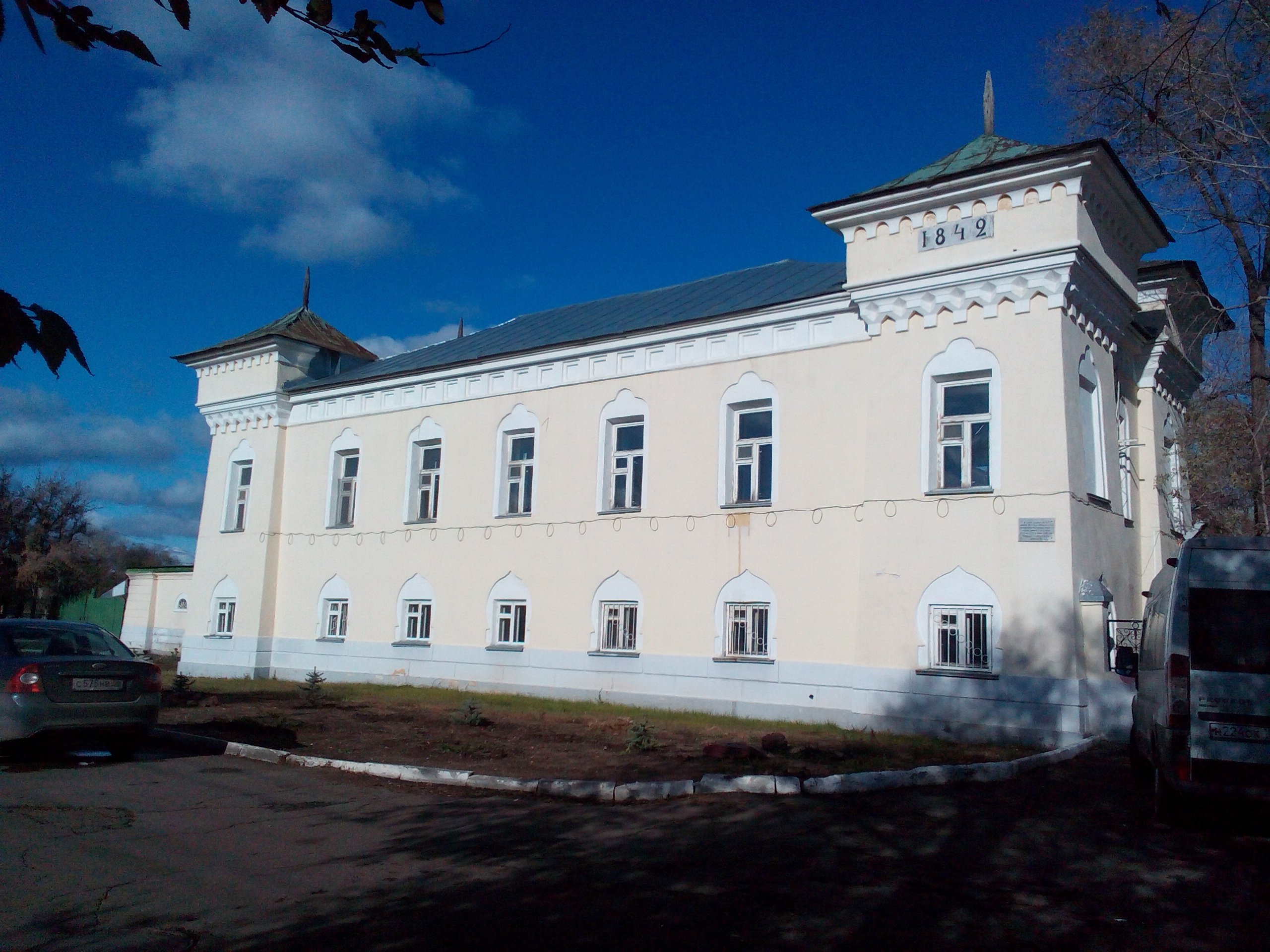
Fachada donde se aprecia inscrita la fecha de finalización del edificio principal: 1842.

La finalización del edificio principal del caravasar data de 1842. Algunas instalaciones del piso superior se completaron incluso antes, y en diciembre de 1841 la oficina del comandante del ejército Baskir-Meshcheriak ya estaba alojada en ellas. La construcción de la mezquita y el minarete se completó en 1842 —según otras fuentes, en 1844—. El interior de la mezquita y el revestimiento exterior de azulejos del minarete tardaron bastante tiempo. Las celebraciones que marcaron la apertura del caravasar se programaron para el cumpleaños del zar Nicolás I de Rusia y tuvieron lugar el 30 de agosto de 1846. Baskires de todo Baskortostán se reunieron para la celebración. Se organizó una gran fiesta, con refrescos y se realizaron carreras tradicionales de baskires. Se hizo un servicio de oración en la mezquita —el primer mulá fue Gataulla Altynguzin—, unos 3.500 feligreses estuvieron presentes.

## Historia posterior
Hasta 1865, el caravasar cumplió con su propósito: albergaba la oficina del ejército cosaco de Baskir y al mismo tiempo entreenaban a los jóvenes baskires. Tras la liquidación de la administración del ejército de Baskir en 1865, el caravasar fue arrebatado ilegalmente al pueblo de Baskir. Por orden del gobernador V. Obruchev, el apartamento y la oficina del jefe de la provincia de Oremburgo, las sedes provinciales y la comisión para la delimitación de los terrenos de Baskir fueron colocados en el edificio. Dos pequeños apartamentos fueron dejados para los empleados de la mezquita. Esto provocó la indignación de los baskires, y unas 10.000 personas se sumaron a la denuncia sobre la devolución del complejo caravasar que se había tomado ilegalmente.
En 1867, el gobernador N. A. Kryzhanovski pidió que se trasladara la mezquita y el minarete a otro lugar, alegando la inadmisibilidad de la proximidad de las instituciones provinciales con las instituciones religiosas musulmanas. El Ministerio del Interior, temiendo los disturbios populares, no dio permiso para hacerlo.
El II Congreso de Baskir, celebrado en Oremburgo del 20 al 27 de julio de 1917, discutió específicamente la cuestión de devolver a los baskires el caravasar que el gobierno zarista les arrebató y emitió una resolución: «El Carvasar como un edificio construido por los baskires... el Congreso declara la propiedad nacional del pueblo baskir». En agosto de 1917, en el Kurultai de los Baskirs, se planteó la cuestión de devolver el Caravasar a los Baskir: «Exija que este último sea liberado y presentado al shuro Central», «instruya al presidium que declare esto al comisionado de Kerensky y Oremburgo». Del 16 de noviembre de 1917 al 14 de febrero de 1918, el shuro regional (central) baskir se ubicó en el caravasar.
El presidente del antiguo Buró Regional de Baskir y miembro del Comisariado de Asuntos Musulmanes del Comisariado del Pueblo para los Derechos Humanos, S. Manatov, habló en enero de 1918 con V.I. Lenin, el cual, con gran interés y participación, consideró el proyecto de decreto sobre el regreso de los baskires al Caravasar; preguntó: «¿El caravasar todavía no ha regresado a los baskires?» Y luego dijo: «debemos renunciar pronto». Después de leer el borrador preparado, insertó la palabra «popular» entre las palabras «Casa Baskir».
El decreto de la vuelta del Caravasar a los baskires fue aprobado por orden de Lenin en febrero de 1918 en la Comisaría de Asuntos Nacionales 6 de febrero de 1918 y enviado a la dirección del comité ejecutivo del Consejo de Oremburgo de obreros y soldados de Diputados, un telegrama: «Por favor, publicar información general, que de acuerdo con la decisión de la Comisaría de Asuntos Nacionales, la Casa del Pueblo Baskir y una mezquita llamada "Caravasar" en Oremburgo se transfieren a la disposición total de los trabajadores baskires en la persona del Consejo Regional de Bash IR». De agosto a noviembre de 1918, el gobierno baskir y sus instituciones militares se ubicaron nuevamente en el Caravasar. En 1920 se inauguró el Instituto de Educación Pública de Baskir en el edificio del caravasar, que más tarde se transformó en el Colegio Pedagógico de Baskir.
En septiembre de 1924, el conjunto arquitectónico —excepto los locales de la escuela técnica pedagógica, que quedó bajo la jurisdicción de Baskortostán— se trasladó a la gobernación de Oremburgo, que entonces formaba parte de la República Autónoma Socialista Soviética de Kirguistán (1920-1925) —parte del territorio de la que ahora forma parte Kazajistán—, y en 1934, con la formación del óblast de Oremburgo.
De acuerdo con el decreto del Consejo de Ministros de la República Socialista Federativa Soviética de Rusia N.º 1327 del 30 de agosto de 1960, "Caravan-Saray" está clasificado como una categoría de monumentos de arquitectura de importancia nacional. El 10 de junio de 1989 se creó la sociedad cultural y educativa regional de Baskir de Oremburgo "Caravanserai", una de cuyas tareas principales fue devolver el complejo de caravasar a su legítimo propietario: el pueblo Baskir.
Desde finales de los años 80 del siglo XX, el pueblo de Baskir comenzó a plantear la cuestión de la transferencia del caravasar al pueblo. Estos requisitos se reflejaron en el discurso dirigido a los dirigentes de la región de Oremburgo adoptado el 18 de diciembre de 1989 en el 1.er (IV) Congreso del Centro Popular de Baskir "Ural", en el que se afirmó que era necesario convertir el Caravasar en un centro cultural de los baskires de la región de Oremburgo.
El mismo tema fue discutido en una reunión del pueblo baskir en la ciudad de Ufá, convocada el 10 de mayo de 1990 por iniciativa del Centro Popular Baskir "Ural" y el Club Cultural de Baskir "Aktirma". La resolución de la reunión señaló: «Para garantizar que el comité regional del PCUS, el Consejo de Ministros del BASSR y los sindicatos creativos tomen el control y satisfagan las demandas espirituales y culturales de los baskires que viven en otras regiones y repúblicas del país. Póngase en contacto con las autoridades pertinentes de las regiones y repúblicas vecinas ante los órganos rectores de la república para resolver los problemas de asistencia para garantizar las necesidades culturales y lingüísticas de la población baskir. Para lograr la implementación de los requisitos del pueblo baskir en el regreso del caravasar, la casa del pueblo baskir».
El Acuerdo del 19 de abril de 1990 sobre cooperación mutua entre el Óblast de Oremburgo y la República Socialista Soviética Autónoma de Bashkir estipuló una cláusula sobre la necesidad de proporcionar asistencia y ayuda al Comité Ejecutivo de la Ciudad de Oremburgo para devolver al público baskir la Casa del Pueblo Baskir "Caravanserai", restaurar la Escuela Pedagógica Baskir y albergar el Centro Cultural Baskir.
Sin embargo, la administración del óblast de Oremburgo no intensificó el trabajo en esta dirección. Por lo tanto, el II (V) Congreso de toda la Unión del Pueblo Baskir (22-23 de febrero de 1991) adoptó una Resolución especial sobre la Casa del Pueblo Baskir Karavan-Saray en Oremburgo. La resolución señalaba: “Los repetidos llamamientos del pueblo baskir y el Consejo de Ministros de la BSSR a los líderes de la región y la ciudad no encuentran comprensión por su parte. La referencia de los líderes de la región a cualquier dificultad no está justificada de ninguna manera, porque no hay razones objetivas para tomar una decisión sobre la transferencia de la Cámara al pueblo baskir incluso antes de que fueran liberados de la institución que se estableció allí. Expresando la voluntad del pueblo baskir, El Quinto Congreso Popular Bashkir de toda la Unión requiere que los líderes de la región de Oremburgo y la ciudad resuelvan de inmediato el problema de devolver la Caravasar de la Casa Popular Baskir a su propietario, el pueblo baskir. Únicamente él debería tener el derecho de decidir cómo usar este complejo arquitectónico en el futuro. Lo más probable es que el público baskir decida sobre la organización del centro público y cultural baskir aquí. El Quinto Congreso Popular de Toda la Unión declara que las autoridades de Oremburgo no tienen derecho a disponer de una casa extraña y decidir a quién dejar entrar en esta casa, qué organizar allí, etc. No hay alternativa a las palabras de V.I. Lenin al devolver la casa al pueblo baskir. En nombre del pueblo baskir, el congreso lo declara.
De conformidad con la decisión del congreso en 1992-1994 en Oremburgo frente al Caravasar por iniciativa del centro regional baskir "Caravanserai" de Oremburgo y con la participación de representantes de las organizaciones sociopolíticas baskir de la República de Baskortostán, se realizaron manifestaciones exigiendo la transferencia del Caravasar al pueblo baskir.
Al mismo tiempo, los líderes de la República de Baskortostán se unieron para resolver el problema. En mayo de 1992, el Consejo de Ministros de la República de Baskortostán apeló al jefe de la administración de la región de Oremburgp, V.V. Elagin, con una solicitud para considerar la cuestión de devolver el Caravasar al pueblo baskir y declaró que estaba dispuesto a recibir un reembolso por la restauración del complejo.
El 25 de mayo de 1994, se firmó un acuerdo entre el Gobierno de la Federación de Rusia y el Gobierno de la República de Baskortostán, según el cual se asumió que el complejo Karavan-Saray en la ciudad de Oremburgo, incluida la mezquita con un terreno, se convertiría en propiedad estatal de la República de Baskortostán en la Federación de Rusia después de la coordinación con los organismos ejecutivos y autoridades del óblast de Oremburgo.
En septiembre de 1996, durante las Jornadas de la República de Baskortostán en el óblast de Oremburgo, dedicadas a la celebración del 150 aniversario de la apertura del caravasar, se firmó un acuerdo sobre el uso conjunto del monumento histórico "Caravanserai". En 2006, el presidente de Baskortostán M.G. Rakhimov, en su discurso de bienvenida a los participantes de la conferencia interregional científica y práctica «Historia étnica y cultura espiritual de los baskires de la región de Orenburg», dedicada al 160 aniversario de la fundación del complejo histórico y cultural Caravasar en la ciudad de Oremburgo, dijo:

En la historia de cada nación hay valores especiales que reflejan más plenamente su espíritu nacional. Esta encarnación del espíritu del pueblo baskir fue el Caravasar. Construido por los baskires con donaciones voluntarias recolectadas por ellos para albergar a los equipos militares baskir que se forman en Oremburgo, una escuela para niños baskir y una mezquita militar, este monumento histórico y arquitectónico único es el orgullo nacional del pueblo baskir.

En la actualidad, la Cámara de Comercio e Industria de la Región de Oremburgo y otras organizaciones están ubicadas en el complejo histórico-arquitectónico, y opera una mezquita. La mezquita es utilizada por la asociación religiosa musulmana "Caravanserai".

## Arquitectura
El caravasar se construyó originalmente a cierta distancia de la ciudad, en un lugar libre, aunque finalmente se encontró rodeado de áreas residenciales de Oremburgo. En el área asignada se instaló en un parque rodeado por una valla de piedra, que no se ha conservado en sus antiguas fronteras. El complejo de edificios está representado por el edificio principal, la mezquita y el minarete.  La base de la estructura de planificación es un método de planificación de los edificios con un patio de forma rectangular y semiabierto en una dirección. La mezquita y el minarete están inscritos en el contorno del edificio principal y están ubicados en el eje principal de su simetría de tal manera que la mezquita, de planta octogonal, forma el centro de la composición, y el minarete fija el eje del conjunto desde el lado de la entrada al patio. La solución tridimensional del complejo utiliza el método de contrastar el minarete energético vertical de la tranquila horizontalidad del cuerpo principal.
Al mismo tiempo, B.G. Kalimullin señala que tal composición del plano, no se debe ni a la finalidad de los locales ni a consideraciones de diseño compacto. Supone que se eligió tal esquema porque se asemejaba a los esquemas de las aldeas de verano de Baskir, donde las viviendas se ubicaban de tal manera que formaban un círculo o línea oval del plano, y en el centro había la vivienda de los ancianos. Como resultado, el pueblo era una especie de patio colectivo semicerrado, con un centro semántico unificador, sobre el que se orientaban todas las salidas de las casas individuales.

## Edificio principal
El edificio principal del caravasar es el edificio más grande en términos de área y volumen. Consiste en cinco volúmenes unidos de una altura, formando un plano en forma de U. Dos alas laterales se unen al volumen central, que constituye el fondo del edificio, al cual, a su vez, los dos volúmenes restantes, que constituyen el primer plano de la composición, se unen perpendicularmente. Una disposición similar de los volúmenes del edificio principal forma un patio delantero interno, que tiene una forma rectangular, cercano a un cuadrado (48 × 53 m), semiabierto hacia el sur y separado de la calle por dos puertas.
En el plano constructivo, el cuerpo principal del caravasar se resuelve simplemente. Las paredes externas e internas de la edificación están hechas de ladrillo rojo unido con mortero. La mayoría de los techos entre pisos están hechos de bóvedas con cruces de ladrillo que descansan sobre los muros exteriores y los postes internos. Parte de los techos es plana sobre vigas de madera. Para la comunicación interna entre pisos, se realizaron cinco escaleras, encerradas en paredes maestras. Las paredes principales, tanto exteriores como interiores, están enlucidas y pintadas. En el edificio principal, se combinan numerosas habitaciones de diferente naturaleza y propósito. El plano preveía la colocación de escuelas para niños baskir con talleres —cerrajería, herrería, carpintería, pintura, guarnicionería, etc.—, apartamentos para el comandante del ejército baskir, residencia temporal proveniente de las regiones baskir y para el personal.
Los locales tienen un diseño simple y racional que corresponde al propósito de los locales, y un acabado modesto, realizado de acuerdo con el ahorro de material y medios decorativos. Muchas de las instalaciones del edificio principal son de paso, lo que permitió al arquitecto minimizar el área de los corredores. El edificio proporciona calefacción por estufa, realizada con estufas rectangulares instaladas en lugares convenientes. La combinación de diversos locales en un edificio requirió la organización de entradas aisladas separadas al edificio. Trece de estas entradas se colocaron de manera uniforme en el lado del patio interno: tres en el lado este, cinco en el lado norte, tres en el lado oeste y uno en los extremos orientados hacia la entrada.
El edificio principal en los lados este y oeste colindaba con patios especiales que servían para las necesidades del hogar —establos, carruajes, despensas, etc.—, cuya comunicación se realizaba a través de arcos-pasajes dispuestos en las plantas bajas en cada dirección. Se proporcionaron entradas especiales a los patios domésticos.

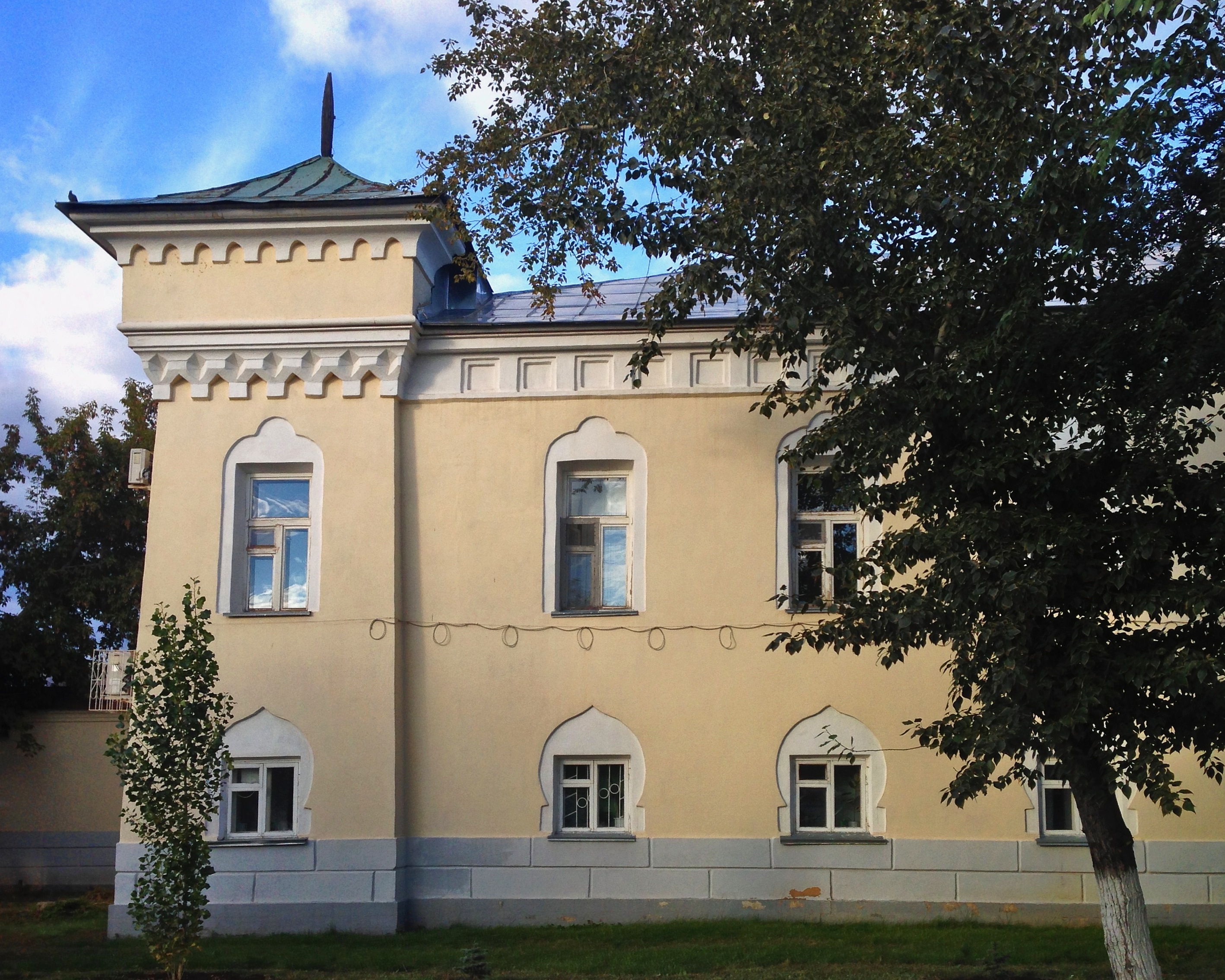
Fachada exterior del edificio principal.

Las fachadas del edificio se decidieron de manera diferente. La superficie de las paredes de las fachadas externas se dejó lisa, con la excepción de raras aberturas de ventanas. Las esquinas de la fachada principal fueron acentuadas por risalitas cónicas, cuya parte superior está decorada con una especie de friso de estalactitas, y los techos de cuatro picos de luz inclinados se elevan por encima de la cornisa. Estas torretas enfatizan la orientación vertical general de la estructura. Otras fachadas externas están más restringidas, pero sus esquinas están marcadas por elevaciones de pequeñas torretas.
Las fachadas internas se resuelven de forma sencilla. Están divididas en altura en dos partes casi iguales por bandas horizontales que se extienden sobre la línea de los vierteaguas de las ventanas del segundo piso y al nivel del entrepiso, enfatizando la longitud horizontal general de las fachadas. Esto permite conseguir que el edificio aparezca visualmente más bajo en comparación con otros objetos del complejo. El tratamiento arquitectónico de la planta le da un carácter subordinado. El sótano es muy rústico. Encima, en la superficie del muro, hay ventanas cuadradas y entradas al edificio en nichos poco profundos con arcos de medio punto. Otros elementos arquitectónicos no se utilizan para el tratamiento arquitectónico de la planta baja. Las fachadas del segundo piso son más expresivas: las ventanas rectangulares  tienen un tamaño de 1.1 × 2.2 m, son similares a las ventanas de la primera planta, enterradas en nichos, que están decoradas en su parte superior como arcos de tres pétalos. Para reducir visualmente la massividad de un edificio bajo, con una rara disposición de aberturas de ventanas y abundancia de paredes lisas, las amplias particiones se convierten en ventanas falsas, encerradas exactamente en los mismos nichos arqueados.  En la fachada, ligeramente por encima de los arcos, hay una amplia franja de friso que consiste en muescas rectangulares (nichos) y marcos. El edificio del cuerpo principal está coronado por una cornisa ligeramente sobresaliente del perfil más simple.
Las fachadas interiores, diseñadas con técnicas que enfatizan su carácter subordinado, están pensadas para realzar el papel de la mezquita en la composición del conjunto. Al resolver las fachadas exteriores con vistas al parque, donde no había otros edificios cercanos, el arquitecto se vio liberado de la necesidad de compararlas y contrastarlas, por lo que se concentró en hacer las fachadas más elevadas y expresivas.

### Mezquita

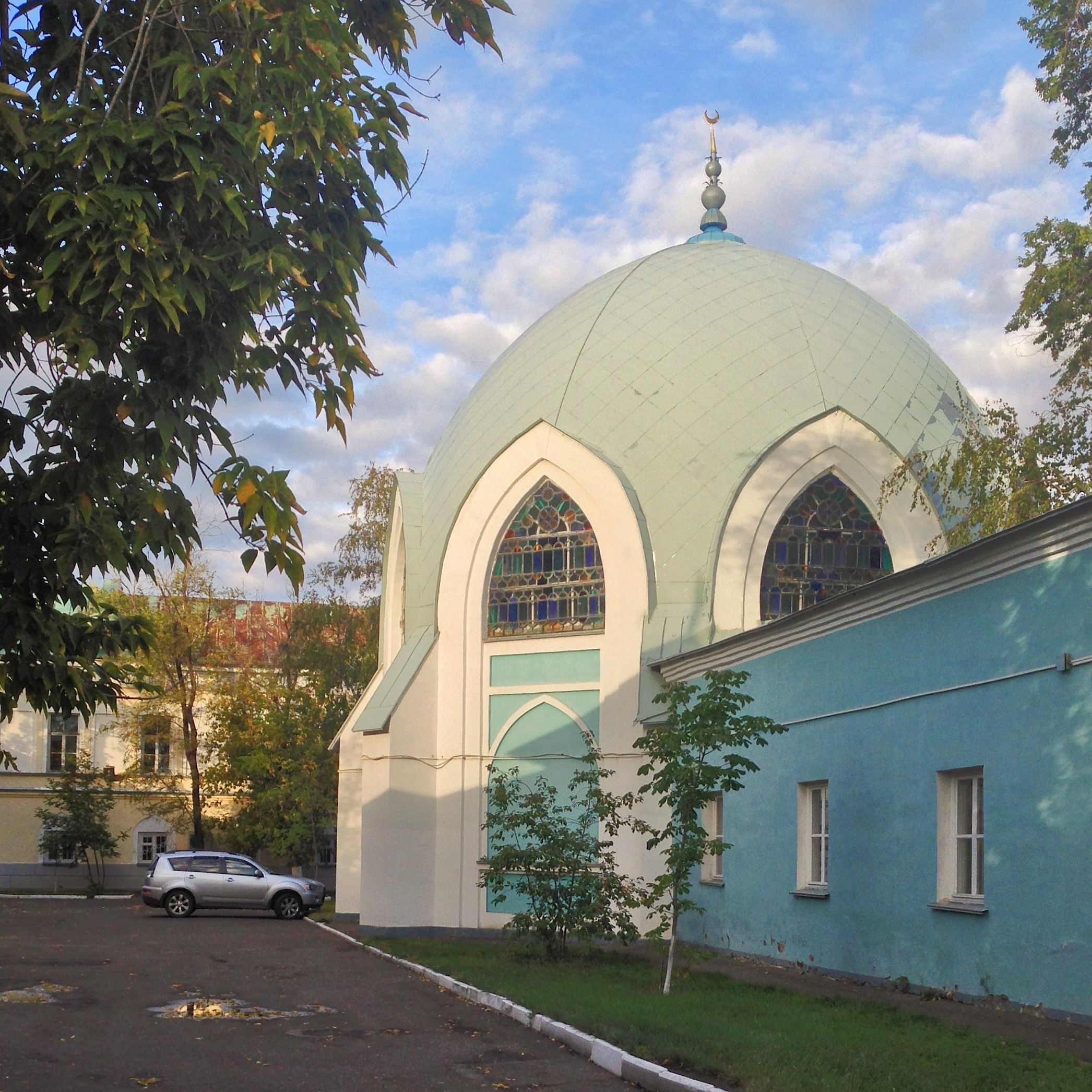
Edificio de la mezquita.

La mezquita se encuentra en el centro del patio rectangular del edificio principal y es el elemento central del complejo Caravasar. Es un edificio que tiene en planta la forma de un octágono regular con un diámetro de 12,6 m.
La elección de la forma octogonal de la mezquita provoca un debate entre los investigadores. El arqueólogo S. E. Smirnov ve en ella la continuación de Briulov de las tradiciones de una ciudad búlgara del período de la Horda de Oro, causada por el conocimiento de los dibujos de minaretes en el libro Dibujos de las ruinas de los antiguos búlgaros, tomados de la vida por el arquitecto A. Schmidt en 1827 publicado en 1834. Según el arquitecto y crítico de arte B. G. Kalimullin, el arquitecto Aleksandr Briulov reestructuró creativamente el «plano modelo» de la mezquita con una base octogonal en 1829, dándole la forma de una yurta, que se establecía como el «hogar del anciano» en el centro del pueblo de verano. El historiador I.K. Zagidullin, de acuerdo con la opinión de B. G. Zagidullin, también ve al conocido de A. P. Briulov con el proyecto no realizado del «Compuesto Tártaro» por el arquitecto Andréi Voronijin, diseñado para San Petersburgo y almacenado en la Academia Imperial de las Artes.
La construcción de la mezquita consta de dos elementos: arcos de lancetas altas con relleno ligero y una cúpula que los une. El esquema compositivo de las fachadas es claro y simple. El único motivo para la solución arquitectónica de las fachadas son las amplias arquivoltas que rodean las ventanas y bajan a la base. Los planos de las paredes debajo de las ventanas están divididos en altura en tres partes por paneles dibujados ligeramente sobresalientes.
La altura de la mezquita desde la base hasta la parte superior de la cúpula es de 18,9 m. La parte inferior de la cúpula tiene forma esférica y la parte superior es ligeramente cónica, hay una pequeña aguja adornada con una media luna. Los soportes de la cúpula son arcos de lancetas de ventanas que transmiten presión desde la cúpula a las paredes en las esquinas del edificio, que están reforzadas desde el exterior con contrafuertes de sección transversal rectangular, formando una única unidad monolítica con las paredes. Estos contrafuertes se ven en la fachada como columnas unidas cubiertas con un solo techo inclinado.
Las ventanas de la mezquita se cortan en la base de la cúpula y en su parte alta tienen unas vidrieras con delicadas fijaciones de metal y vidrio multicolor, que le dan al caparazón de la cúpula un carácter ligero e ingrávido.
La entrada a la mezquita se encuentra en el lado norte. Frente a la entrada hay un vestíbulo ligero y una sala rectangular (3 × 3,5 m), diseñada para guardar los zapatos de los visitantes.

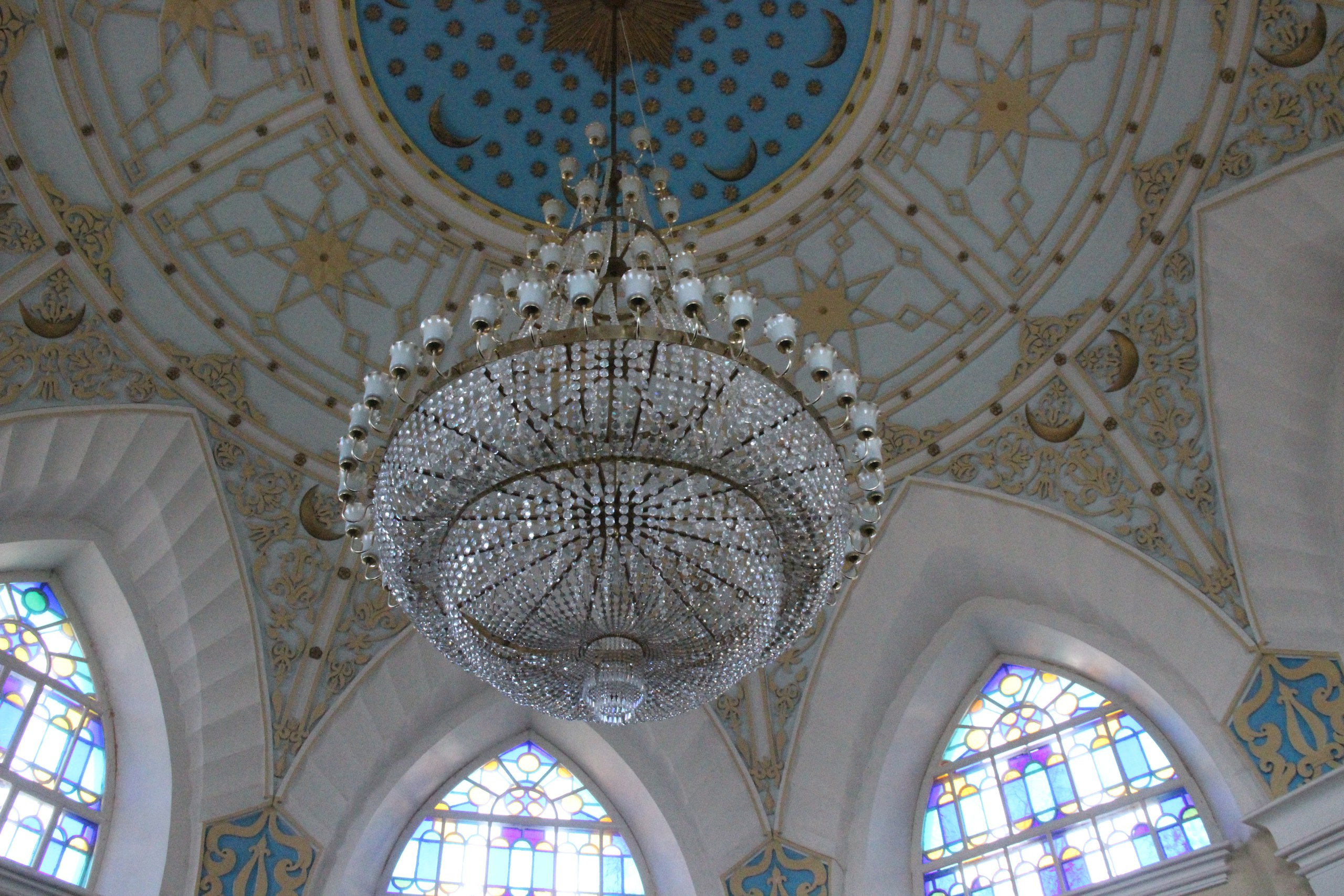
Interior de la cúpula de la mezquita.

El interior de la mezquita es un amplio salón con paredes lisas, sin ventanas, revestidas de mármol, luz que entra a través de ventanas ubicadas en la parte inferior de la cúpula. En las esquinas de la pared están decoradas con pilastras que sobresalen a 15 cm del plano de la pared, y entre las pilastras se colocan tablas con letras doradas del Corán. Una galería estrecha con balaustres cincelados pasa sobre ellos, cubriendo los tres lados de la sala. Antes de llegar al pie de los arcos, las pilastras (70 cm de ancho) terminan con una cornisa compuesta por una serie de protuberancias clásicas en línea recta. En la repisa hay una placa que se expande hacia arriba, dando una transición natural de las pilastras a los arcos, cuyos puntos en la unión se combinan en pares y se hacen en forma de capiteles, decorados con esculturas en relieve y antiguos ornamentos baskir. Los lados delanteros de los arcos tienen la forma de un pentaedro irregular. Las arquivoltas de las ventanas se dividen en dos bandas de ancho. Las franjas internas que rodean directamente las ventanas se dejan lisas, las exteriores están estriadas.
La esfera de la cúpula está dividida en altura por dos líneas horizontales que se ejecutan en anillos en tres partes. La parte superior está hecha en forma de cielo: en el centro, sobre un fondo azul, hay un sol brillante rodeado de ocho medias lunas y muchas estrellas de seis puntas. La parte central está dividida en ocho partes iguales por varillas que se extienden en dirección radial desde el eje de las pilastras. En el centro de cada uno de los campos así formados, decorados con los mismos patrones de estuco, se coloca una estrella de ocho puntas. En la parte inferior de la cúpula hay ventanas arqueadas, el piso entre las cuales está lleno de arabescos convexos y complejos adornos bahkir. Una lámpara de araña de cristal dorado está suspendida en el centro de la cúpula de la mezquita.

### Minarete

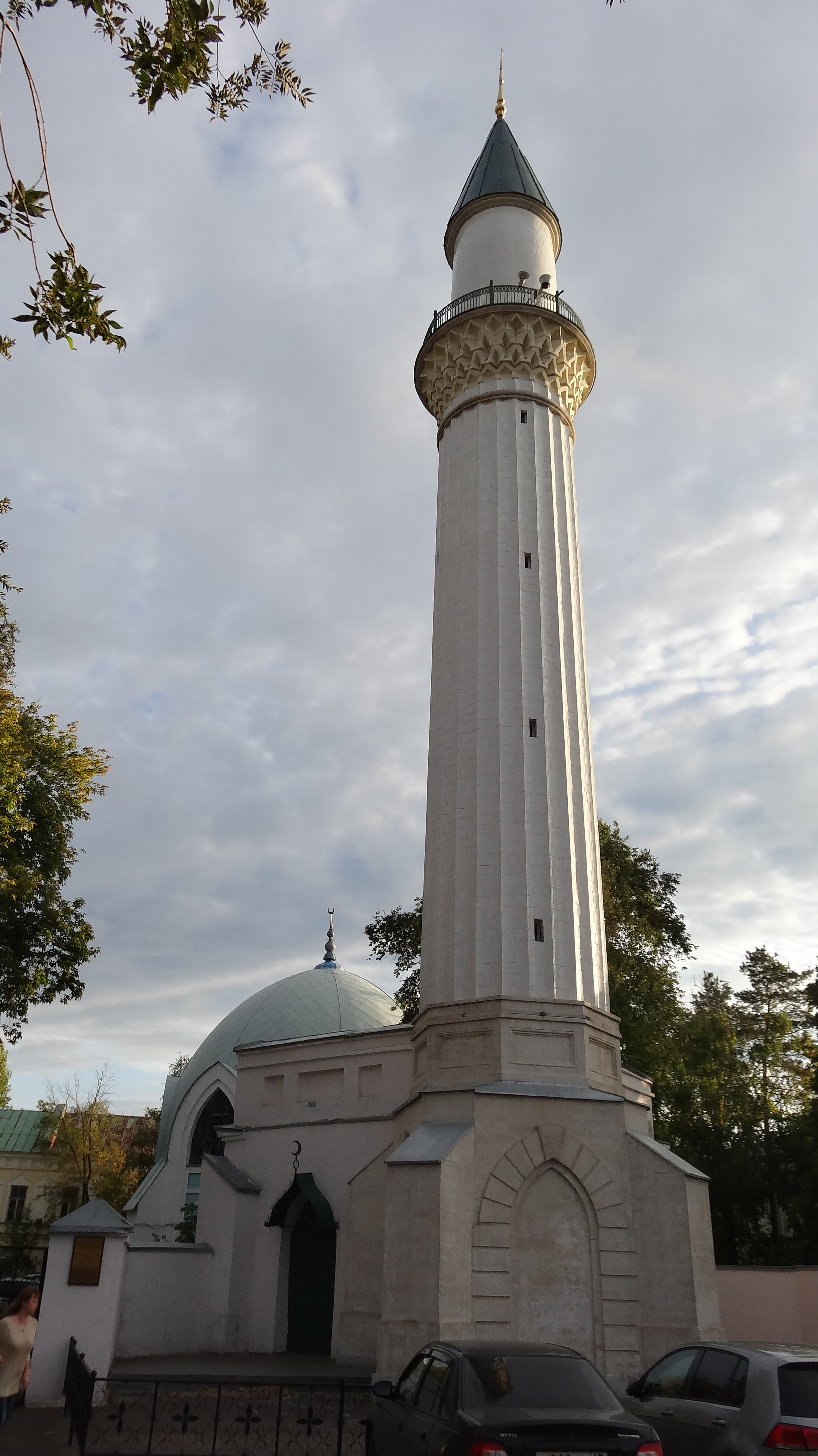
Мinarete.

El alminar o minarete es una torre alta y esbelta de tres pisos con una altura de 38,76 m, que tiene una entrada por el lado norte.
El nivel inferior del minarete tiene forma cuadrada con unas dimensiones de 3,5 x 3,5 m y es tratado por el arquitecto como un pedestal para la parte superior. Las fachadas de los pedestales tienen nichos ligeramente descendentes en los cuatro lados, enmarcados por un arco de lanceta con cuñas y costuras salientes. En las esquinas de su mampostería se refuerzan con contrafuertes de la sección de metro, inclinados en su parte superior en forma de cubiertas a una sola vertiente. A una altitud de 5,2 m la planta cuadrada se convierte en un octaedro - el pie cuadrado pasa a un pequeño cinturón de ático octaédrico, cuyo borde superior está decorado en rupturas  rectilíneas. Las rupturas sirven visualmente como una especie de aro, uniendo los lados individuales del minarete. En la superficie del ático hay nichos rectangulares que enfatizan el contraste entre el cinturón horizontal y los elementos arquitectónicos verticales de la estructura. En general, el cinturón del ático suaviza la transición de la base monumental del alminar a su tronco multifacético.
El nivel medio, que constituye el tronco principal del minarete, en apariencia es una columna acanalada multifacética (24 caras) con un revestimiento de azulejos blancos vidriados. Las curvas de los canales durante su convergencia forman esquinas afiladas que sobresalen. El diámetro exterior de la columna es de 3,66 m, el interior es de 2,1 m. En el centro de la columna, hay una segunda columna, con un diámetro de 0,68 m. A una altura de 19 m, una cornisa en imitación de estalactita adorna el minarete. Para iluminar en el nivel medio desde los lados sur, norte, este y oeste, se hicieron cuatro ventanas estrechas rectangulares en diferentes niveles, con dimensiones de 50 × 30 cm en el interior y 40 × 18 cm en el exterior. El tronco principal del minarete está coronado con una cornisa de estalactita, que no únicamente tiene un significado decorativo, sino que también sirve como base para la galería construida encima. Un poco debajo de esta cornisa, el tronco está cubierto por un cinturón que prepara la transición a la cornisa y está formado por dos decoraciones: un rodillo y un estante. Sobre la cornisa, el minarete está rodeado por una galería de luz, con una valla hecha de rejilla metálica calada.
El tercer nivel de 5,28 m de altura comienza por encima de la cornisa de estalactita y tiene una forma cilíndrica, terminando con una segunda cornisa apenas perceptible. La superficie del nivel está enlucida y encalada.El minarete está coronado con un extremo puntiagudo en forma de cono, cubierto con hierro pintado de verde, sobre el cual se eleva una aguja alta con una media luna dorada.
Las paredes del pedestal están hechas de bloques de piedra arenisca finamente tallados de forma correcta con un suave tinte grisáceo. Las paredes de 0,78 m de espesor y la columna interior están hechas de ladrillos rojos seleccionados. En lugares de la mampostería (a través de dos, tres o más filas), se hacen cinturones de piedra esp piedra terminan en un extremo en la mampostería de la columna interior y el otro en ranuras especiales en la pared exterior. Conduce a la galería, que cubre el minarete a una altura de 24,3 m. Aquí, la columna interior cambia su sección transversal circular y pasa a un pilar cuadrado, que sirve de soporte para la cubierta superior del minarete.
Anteriormente, el minarete del Caravasar era una estructura independiente, actualmente está conectado a las instalaciones de la mezquita.

## Parque Caravasar
Anteriormente, el Caravasar estaba rodeado por todos lados por un parque paisajístico, cuya creación se concibió simultáneamente con el diseño y la construcción de los edificios y se llevó a cabo a principios de los años 50 del siglo XIX . El área del parque excedió las 5 hectáreas. Actualmente, el Caravasar está rodeado por el parque por tres lados; en el lado sur hay una calle (Parkovy prospekt), que divide el parque en dos partes. La parte separada del parque ha sido remodelada.
La creación de un parque en las condiciones de un fuerte clima de Oremburgo requirió enormes esfuerzos. El parque ha plantado tanto árboles —pino, abeto, alerce Ural, roble, olmo, arce real, tilo— y arbustos —lila, espino cerval, acacia, madreselva, etc.—. Todo el material de plantación para el parque fue tomado de los bosques de Sterlitamak Uyezd y otros lugares en Bashkiria.